# Fuentelsaz
Fuentelsaz és un municipi de la província de Guadalajara, a la comunitat autònoma de Castella-La Manxa.
pertanyent a la província de Guadalajara, en la comunitat autònoma de Castella-la Manxa. Té una superfície de 40,36 km² i una població de 104 habitants (2015).

## Geografia física

### Ubicació
La localitat està situada a una altitud de 1120 msnm.
| Nord-oest: Milmarcos | Nord: Campillo de Aragón | Nord-est: Cimballa |
| Oest: Milmarcos      |                          | Est: Cimballa      |
| Sud-oest: Tartanedo  | Sud: Tartanedo           | Sud-est: Tortuera  |

### Geologia

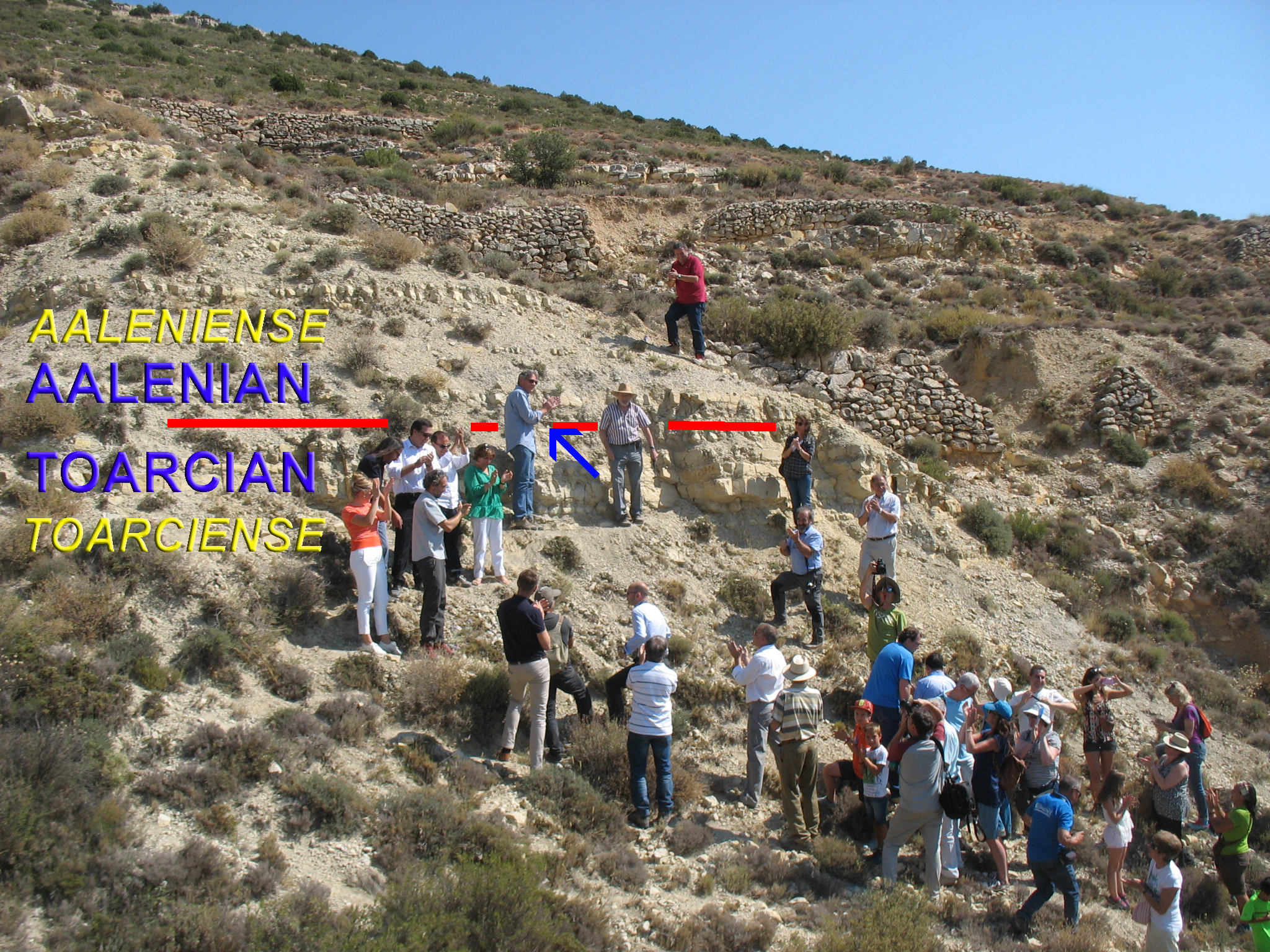
Estratotip global del Aalenià (límit entre el Juràssic inferior i mitjà). Imatge presa durant la cerimònia de col·locació del clau daurat (28 de juliol de 2016)

Estratotip de la base del Aaleniense
L'any 2000, la Unió Internacional de Ciències Geològiques va establir en el terme municipal de Fuentelsaz la secció i punt de estratotip de límit global (GSSP en les seves sigles en anglès) del període Aalenià (el més antic del Juràssic mitjà), referent mundial per a aquesta unitat cronoestratigráfica de l'escala temporal geològica. La col·locació del clau daurat, marca que assenyala in situ el punt exacte del límit, es va realitzar el 28 de juliol de 2016 pel president de la Comissió Internacional d'Estratigrafia.
La successió estratigràfica del barranc del vessant sud del Cerro Cabeza Quemada està registrada com a «Lloc d'interès geològic espanyol de rellevància internacional» (Geosite) per l'Institut Geològic i Miner d'Espanya, amb la denominació «MZ-001: Secció de Fuentelsaz», dins de la categoria «Seriïs mesozoiques de les Serralades Bètica i Ibèrica».
Així mateix en 2015 es va iniciar el procés per a la declaració del paratge com a monument natural de la Comunitat Autònoma de Castella-la Manxa.

## Demografia
El municipi, que té una superfície de 40,36 km², compte segons el padró municipal del 2017 de l'INE amb una població de 95 habitants i una densitat de 2,35 hab./km².
| Gràfica d'evolució de Fuentelsaz entre 1842 i 2017 |
|                                                    |
| Font ISTAT - elaboració gràfica de Wikipedia       |

## Patrimoni històric-artístic
- Castell de Fuentelsaz
- Ermita de la Verge
- Ermita de San Roque
- Font de la Plaça
- Església parroquial, construïda el 1608
- Ajuntament
- Cases senyorials

## Festes
El seu patró és Sant Zenó, (el mateix patró d'Arenys de Mar i de Luzaga) que se celebra el 9 de juliol.